# Сем Клафлін
Семюель Джордж «Сем» Клафлін (англ. Samuel George "Sam" Claflin, рід. 27 червня 1986, Іпсвіч) — англійський актор, який став найбільш знаним після своєї ролі Філіпа Свіфта у фільмі «Пірати Карибського моря: На дивних берегах», Фінніка Одейра у фільмі «Голодні ігри: У вогні», а також виконав роль Алекса Стюарта у фільмі «З любов'ю, Розі», також актор зіграв Вільяма Трейнора у фільмі «До зустрічі з тобою».

## Біографія
Семюель Джордж Клафлін народився 27 червня 1986 року в місті Іпсвіч, графства Суффолк, Велика Британія. Його батько — фінансовий менеджер, а мати працює вчителькою. У нього є 2 старших брата: Бен і Деніел, і один молодший, Джозеф Клафлін, який також є актором.
Коли Сем був ще дитиною, він цікавився футболом. Він займався ним все дитинство, поки не отримав серйозну травму щиколотки, через яку в подальшому не зміг практикуватися у професійному футболі. Коли Клафлін навчався в середній школі, він справив враження на свого вчителя, поки виступав в шкільному спектаклі, після чого почав ходити на додаткові курси акторської майстерності, а пізніше вступив в Лондонську академію музики і драматичного мистецтва.

## Кар'єра
Відомий своїми роботами в телефільмах і серіалах «Стовпи Землі» і «Серце кожної людини». У 2010 році вийшов фантастичний фільм «Втрачене майбутнє» з його участю. Всесвітню популярність акторові принесла роль Філіпа у фільмі «Пірати Карибського моря: На дивних берегах». Одними з найбільш культових ролей актора так само стали роль Алекса Стюарта з екранізації книги Сесілії Ахерн «З любов'ю, Розі» 2014 року і роль Фінніка Одейра з екранізації трилогії Сьюзен Коллінз «Голодні ігри» 2013—2015 років, в якій він працював у тандемі з такими акторами, як Дженніфер Лоуренс, Джош Хатчерсон, Джена Мелоун, Вуді Харрельсон, Дональд Сазерленд, Стенлі Туччі і іншими.

## Особисте життя
З 30 липня 2013 року Сем Клафлін одружений з актрисою Лорою Геддок, з якою він познайомився на прослуховуванні для фільму "7 днів і ночей з Мерилін". Вони одружилися в липні 2013 року на приватній церемонії.
6 листопада 2015 року стало відомо, що пара чекає свою першу дитину.
18 січня 2016 стало відомо про народження первістка.
20 серпня 2019 року пара оголосила про розлучення.

## Фільмографія
| Рік       |    | Українська назва                           | Оригінальна назва                           | Роль                                  |
| --------- | -- | ------------------------------------------ | ------------------------------------------- | ------------------------------------- |
| 2010      | с  | Стовпи Землі                               | The Pillars of the Earth                    | Річард (8 епізодів)                   |
| 2010      | тф | Загублене майбутнє                         | The Lost Future                             | Калеб                                 |
| 2010      | с  | Серце всякої людини                        | Any Human Heart                             | молодий Логан Маунтстюарт (4 епізоди) |
| 2011      | тф | Юнайтед                                    | United                                      | Данкан Едвардс                        |
| 2011      | ф  | Пірати Карибського моря: На дивних берегах | Pirates of the Caribbean: On Stranger Tides | Філіп Свіфт                           |
| 2012      | ф  | Білосніжка і мисливець                     | Snow White and the Huntsman                 | принц Вільям                          |
| 2012      | с  | Біла спека                                 | White Heat                                  | Джек (6 епізодів)                     |
| 2013      | тф | Мері та Марта                              | Mary & Martha                               | Бен                                   |
| 2013      | ф  | Голодні ігри: У вогні                      | Catching Fire                               | Фіннік Одейр                          |
| 2014      | ф  | З любов'ю, Розі                            | Love, Rosie                                 | Алекс Стюарт                          |
| 2014      | ф  | Експеримент: Зло                           | The Quiet Ones                              | Брайан Макніл                         |
| 2014      | ф  | Голодні ігри: Переспівниця. Частина І      | The Hunger Games: Mockingjay – Part 1       | Фіннік Одейр                          |
| 2014      | ф  | Клуб Бунтарів                              | The Riot Club                               | Алістер Райл                          |
| 2015      | ф  | Голодні ігри: Переспівниця. Частина ІІ     | The Hunger Games: Mockingjay – Part 2       | Фіннік Одейр                          |
| 2016      | ф  | Білосніжка і мисливець 2                   | The Huntsman: Winter's War                  | принц ВІльям                          |
| 2016      | ф  | До зустрічі з тобою                        | Me Before You                               | Вільям Трейнор                        |
| 2017      | ф  | Моя кузина Рейчел                          | My Cousin Rachel                            | Філіп                                 |
| 2017      | ф  | Кінець шляху                               | Journey's End                               | капітан Стенгоуп                      |
| 2018      | ф  | Соловей                                    | The Nightingale                             | Гокінс                                |
| 2018      | ф  | У полоні стихії                            | Adrift                                      | Річард Шарп                           |
| 2019      | мф | Червоні черевички та семеро гномів         | Red Shoes and the Seven Dwarfs              | Мерлін (голос)                        |
| 2019      | ф  | Ангели Чарлі                               | Charlie's Angels                            | Александр Брок                        |
| 2019—2022 | с  | Гострі картузи                             | Peaky Blinders                              | Освальд Мослі (11 епізодів)           |
| 2020      | ф  | Кохання. Весілля. Повтор                   | Love Wedding Repeat                         | Джек                                  |
| 2020      | ф  | Енола Холмс                                | Enola Holmes                                | Майкрофт Холмс                        |
| 2021      | ф  | Кожен твій подих                           | Every Breath You Take                       | Джеймс Флеґґ                          |
| 2021      | ф  | Минулої ночі у Сохо                        | Last Night in Soho                          | детектив Ліндсі (камео)               |
| 2022      | ф  | Кохання як бестселер                       | Book of Love                                | Генрі                                 |
| 2023      | с  | Дейзі Джонс і The Six                      | Daisy Jones & the Six                       | Біллі Данн (10 епізодів)              |
| 2024      | с  | Граф Монте-Крісто                          | The Count of Monte Cristo                   | Едмон Дантес (8 епізодів)             |